# Péronville
Péronville is een gemeente in het Franse departement Eure-et-Loir (regio Centre-Val de Loire) en telt 235 inwoners (1999). De plaats maakt deel uit van het arrondissement Châteaudun.

## Geografie
De oppervlakte van Péronville bedraagt 25,3 km², de bevolkingsdichtheid is 9,3 inwoners per km².
De onderstaande kaart toont de ligging van Péronville met de belangrijkste infrastructuur en aangrenzende gemeenten.

## Demografie
Onderstaande figuur toont het verloop van het inwonertal (bron: INSEE-tellingen).